# الدوري الأمريكي لكرة القدم 2005
الدوري الأمريكي لكرة القدم 2005 (بالإنجليزية: 2005 Major League Soccer season)‏ هو الموسم 10 من  الدوري الأمريكي لكرة القدم. أقيم خلال الفترة 2005 وحتى 13 نوفمبر 2005، وكان عدد الأندية المشاركة فيه  12، وفاز فيه لوس أنجلوس غلاكسي.